# Verbandsgemeinde Offenbach an der Queich
La comunità amministrativa di Offenbach an der Queich (Verbandsgemeinde Offenbach an der Queich) si trova nel circondario della Weinstraße Meridionale nella Renania-Palatinato, in Germania.

## Comuni
Fanno parte della comunità amministrativa i seguenti comuni:
| Comune, città                            | Sup. (km²) | Abitanti |
| ---------------------------------------- | ---------- | -------- |
| Bornheim                                 | 3,55       | 1 543    |
| Essingen                                 | 11,39      | 2 247    |
| Hochstadt (Pfalz)                        | 15,44      | 2 623    |
| Offenbach an der Queich                  | 15,24      | 6 311    |
| Verbandsgemeinde Offenbach an der Queich | 45,62      | 12 724   |

(Abitanti al 31 dicembre 2021)